# Kim Dohun
Kim Dohun (hangul: 김도훈, handzsa: 金度勳, RR: Kim Do-hoon; Thongjong, 1970. július 21. –) dél-koreai válogatott labdarúgó, edző.

## Pályafutása

### Klubcsapatban
1993 és 1994 között katonai szolgálatát töltötte és ekkor a Szangmu katonacsapat játékosa volt. 1995 és 2002 között a Jeonbuk Hyundai Motors csapatában játszott. Az 1998–99-es szezonban a japán Vissel Kobéban szerepelt kölcsönben. 2003 és 2005 között a Szongnam Ilhva Csunma játékosa volt. 

### A válogatottban
1994 és 2003 között 72 alkalommal játszott a dél-koreai válogatottban és 30 gólt szerzett. Részt vett az 1996-os Ázsia-kupán, az 1998-as, a 2000. évi nyári olimpiai játékokon, a 2001-es konföderációs kupán és a 2002-es CONCACAF-aranykupán.

### Edzőként
2014-ben a dél-koreai U20-as válogatott segédedzője volt. 2015 és 2016 között az Incshon United, 2017 és 2021 között az Ulszan Hyundai csapatát edzette. 2021-től a szingapúri Lion City Sailors együttesénél dolgozik. 

## Sikerei, díjai
Dél-Korea
- Kelet-ázsiai labdarúgó-bajnokság győztes (1): 2003